# Justice League of America (film)
Justice League of America je americký akční fantasy film z roku 1997, který natočil Félix Enríquez Alcalá na motivy komiksových příběhů o superhrdinském týmu Justice League. Televizní snímek produkovaný stanicí CBS byl zamýšlen jako pilot pro seriál, nebyl však prodán a v USA nebyl nikdy vysílán. Na televizních obrazovkách se ale objevil v jiných zemích (Spojené království, Brazílie, Polsko, Indie, aj.).

## Příběh
Meteoroložka Tori Olafsdotter i celé její město New Metro musí čelit útokům teroristy, který si říká Weather Man a který dokáže ovládat počasí. Tori ve své laboratoři získá díky neznámému zařízení schopnost zmrazit vše, čeho se dotkne. Následně se pod přezdívkou Ice přidá k týmu superhrdinů Justice League (Green Lantern, The Atom, Fire, Flash a jejich vedoucí Martian Manhunter), s nimiž pomáhá zachránit před Weather Manem město a jeho obyvatele.

## Obsazení
- Matthew Settle jako Guy Gardner / Green Lantern
- Kim Oja jako Tori Olafsdotter / Ice
- John Kassir jako Ray Palmer / The Atom
- Michelle Hurd jako B. B. DaCosta / Fire
- Kenny Johnston jako Barry Allen / The Flash
- David Krumholtz jako Martin Walters
- Elisa Donovan jako Cheryl
- Ron Pearson jako doktor Arliss Hopke
- David Ogden Stiers jako J'onn J'onzz / Martian Manhunter
- Miguel Ferrer jako The Weather Man